# 신트라궁

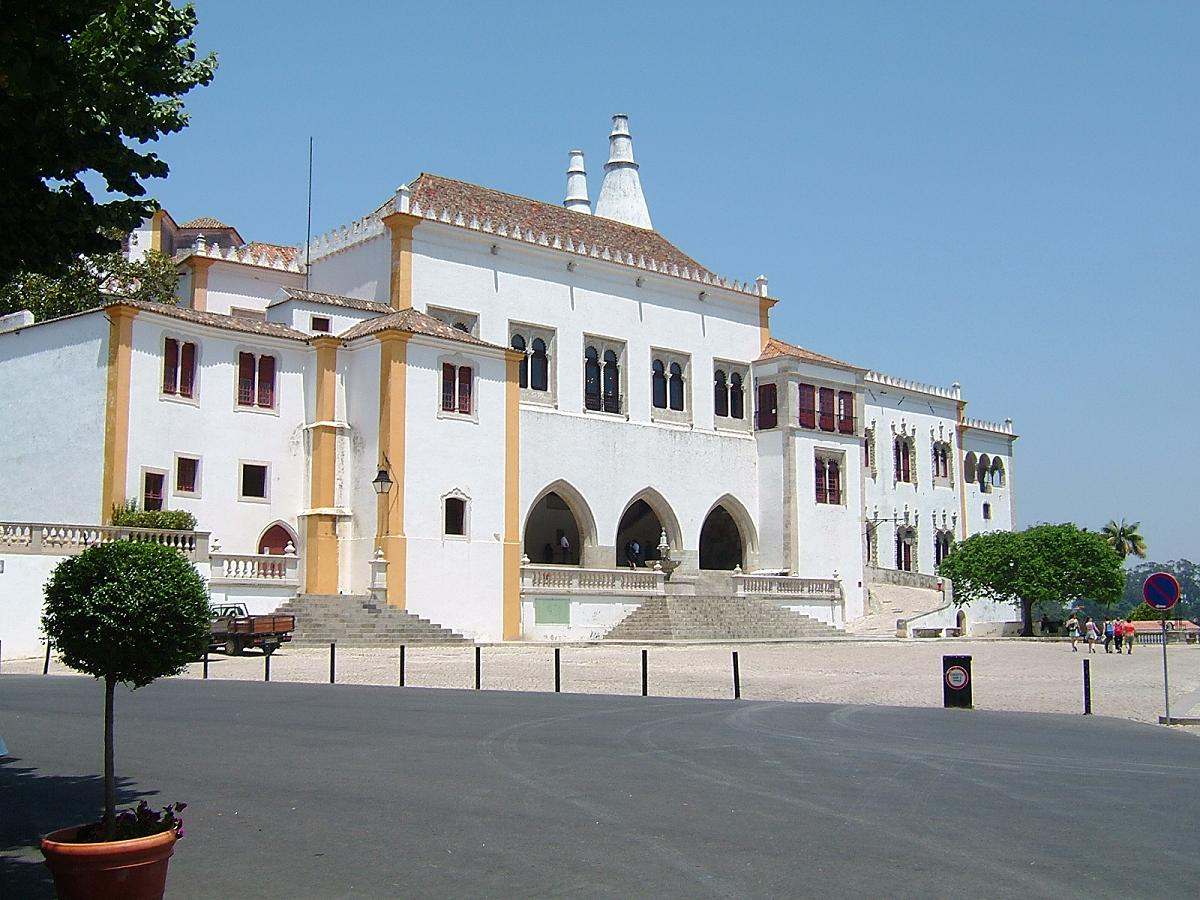
신트라궁

신트라궁(포르투갈어: Palácio Nacional de Sintra)은 포르투갈 신트라에 있는 궁전이다. 적어도 15세기에서 19세기 후반에 걸쳐 포르투갈 왕가가 계속 살고 있었으며, 포르투갈 내에서 가장 잘 보존된 중세의 왕궁 중 하나이다. 신트라 문화 경관의 일부로 유네스코의 세계유산에 등록되어 있다.

## 같이 보기
- 분류:포르투갈의 궁전
- 아줄레주